# Стэдиум оф Лайт
Стэ́диум оф Лайт (англ. Stadium of Light) — футбольный стадион в Сандерленде, Северо-Восточная Англия, графство Тайн-энд-Уир, который открылся в 1997 году. стадион вмещает 49 тысяч человек, являясь 4-м в Англии по вместимости — домашний стадион АФК Сандерленд. В сезоне 2007/2008 годов Стэдиум оф Лайт был признан самым громким в стране. Это третий раз, когда стадион выиграл это звание, где оцениваются вокальные способности болельщиков.

## Строительство
После выхода Доклада Тейлора в 1989 году, Сандерленд был обязан перепланировать Рокер Парк в соответствии с требованиями доклада. Рокер Парк был стадионом, который главным образом состоял из террас со стоячими местами, и преобразование трибун в полностью сидячие привело бы к значительному уменьшению количества зрительских мест. Зажатый жилыми кварталами со всех сторон стадион не имел потенциала к расширению. Так, в начале 1990-х, Сандерленд начал искать возможность для переселения.
Вначале был предложен участок, смежный с автомобильным заводом Ниссан, но поскольку в 1992 году Ниссан сделал официальное возражение, от этой идеи пришлось отказаться.
В 1995 году клуб предложил план постройки стадиона на прежнем участке угольной шахты Уирмаут, которая закрылась 24 ноября 1993 года. Это место располагалось на северном берегу реки Уир в районе овчарен Сандерленда, в нескольких сотнях ярдов от Рокер Парка и близко к центру города. 13 ноября 1995 года президент клуба Сандерленд Боб Мюррей наконец объявил, что Тайн-энд-Уир Девелопмент Корпорэйшн (TWDC) одобрила планы относительно постройки стадиона на 34 000 мест на этом участке.
Контракт на постройку стадиона с предварительной стоимостью 15 миллионов фунтов был заключен с Балласт Вилтшер, которые построили Амстердам Арену (ныне Йохан Кройф Арена). В июне 1996 года запланированная вместимость повысилась до 40 000 мест и начались строительные работы. В начале 1997 года вместимость стадиона была вновь пересмотрена, но стадион был закончен вовремя с вместимостью уже 42 000 мест. Северная трибуна была расширена в 2000 году, увеличив общее число мест до 49 000, которые обошлись клубу в 7 миллионов фунтов. При полноценной эксплуатации стадиона он будет способен вместить 64 000 человек, но эти планы зависят от успехов клуба.
В 2003 году клубу предоставили разрешение увеличить вместимость ещё на 7 200 мест, но последующий «вылет» из Премьер-Лиги отодвинул эти планы. В 2007 году президент Нил Куинн заявил, что у клуба не было никаких планов увеличивать вместимость стадиона.

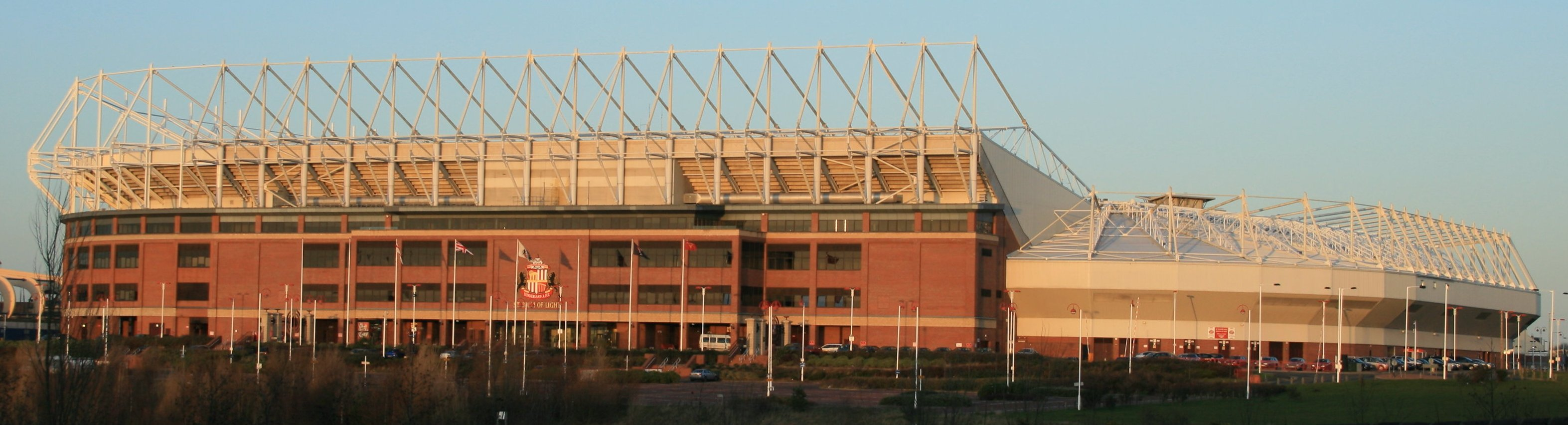
Вид на западную трибуну со стороны реки

Во время строительства стадиону не было дано официальное название и он стал известен болельщикам просто как Уирмаут или Манкуирмаут Стэдиум. Название, которое, в конечном счёте, было придумано заместителем президента Джоном Фиклингом, после завершения строительства стадиона вызвало смешанную реакцию. Окончательное название было выбрано после голосования. Хотя, возможно, на это название частично вдохновил неправильный перевод названия стадиона португальской Бенфики Эштадиу да Луж в Лиссабоне. Ещё одно из объяснений заключается в том, что название намекает на шахтёрскую лампу, признавая тот факт, что стадион основан на участке старой угольной шахты Уирмаут, и то что тысячи болельщиков Сандерленда в прошлом или настоящем — шахтёры. Чтобы подчеркнуть этот факт, перед кассами на смежной со стадионом территории, установлена гигантская шахтёрская лампа Дэви, которая впервые была применена именно здесь. На западных воротах стадиона написано «В свет» (Into the light). Эти же самые слова были найдены над выходом в главный лифт угольной шахты Уирмаут.
По углам на крыше стадиона установлены мощные ксеноновые прожекторы, которые в необходимых случаях бросают в небо пучки света.
Транспортная инфраструктура стадиона всегда была главной проблемой из-за нехватки крупномасштабной стоянки для автомобилей. В 2002 году, когда метро Сандерленда было расширено, чтобы обслуживать стадион построили станции Сент Петр и Стэдиум оф Лайт. В дни матчей работает система «Парк энд райд», что позволяет зрителям оставлять машину далеко от стадиона, добравшись на игру автобусом или на метро, а потом вернуться тем же способом. Был предложено много новых пешеходных мостов, чтобы связать стадион с южным берегом реки, но пока что, по состоянию на июнь 2008 года, ни один из них не был одобрен.